# Biria-Waza
Biria-Waza (akkadisch MBir5-ia-wa-za), auch Birijawaza, Birjawaza, Biryawaza (in früheren Lesungen Namiawaza) war Sohn eines Šutarna. Er übte als eine Art Statthalter der Ägypter eine Herrschaftsposition in der Gegend von Ube und Kumidi aus. Sein Wirken ist vom Ende der Regierungszeit des Amenophis III. bis in die Anfangsjahre des Echnaton zu datieren (ca. 1355 v. Chr. bis 1347 v. Chr.).
Biria-Waza war ein treuer Vasall Ägyptens, der von Aziru von Amurru und Aitakama von Kadesch in kriegerische Auseinandersetzungen verwickelt wurde und sich nicht zu einem Anschluss an das hethitische Reich überreden ließ. Im Amarna-Brief EA 151 des Abi-Milki sind die Angriffe auf die Region des Biria-Waza dokumentiert: Aitakama von Kadesch und Aziru von Amurru sind im Krieg mit Biria-Waza. Auch in weiteren Amarna-Briefen wird er erwähnt beziehungsweise bittet um militärische Hilfe gegen rebellierende Einheiten der anderen Länder.